# 三嶋啓介
三嶋啓介（1985年10月18日—），日本演員。

## 主要演出作品

### 特攝劇
- 燃烧吧!! 小露宝（朝日電視臺，1999年1月 - 2000年1月），栗原修。
- 假面騎士鄂鬥（朝日電視臺，2001年1月 - 2002年1月），若男。
- 美少女戰士（CBC，2003年10月 - 2004年9月），高井康太。

### 電影
- 光明的未來（2003年），洋一。